# Grand Prix automobile de Russie 2019
GP précédent GP suivant
Le Grand Prix automobile de Russie 2019 (Formula 1 VTB Russian Grand Prix 2019) disputé le 29 septembre 2019 sur l'Autodrome de Sotchi, est la 1013e épreuve du championnat du monde de Formule 1 courue depuis 1950. Il s'agit de la sixième édition du Grand Prix de Russie comptant pour le championnat du monde de Formule 1 et la seizième manche du championnat 2019.
La Scuderia Ferrari n'avait pas obtenu quatre pole positions de suite depuis celles établies par Michael Schumacher en 2000-2001 ; Charles Leclerc réalise cette performance en dominant la troisième phase des qualifications. Déjà en tête après la première tentative, il améliore encore lors de son deuxième tour rapide et part en tête pour la sixième fois de la saison. En améliorant lui aussi son temps en fin de séance (bien qu'à plus de quatre dixièmes de seconde) alors que Sebastian Vettel n'y parvient pas, Lewis Hamilton s'intercale entre les deux Ferrari, comme à Singapour une semaine plus tôt. En deuxième ligne, Vettel est suivi par Valtteri Bottas tandis que Max Verstappen, auteur du quatrième temps, recule de cinq places à cause d'une pénalité pour le changement du moteur thermique Honda de sa Red Bull. Carlos Sainz Jr. est ainsi en troisième ligne devant Nico Hülkenberg. La quatrième ligne est composée de Lando Norris et Romain Grosjean et la cinquième de Verstappen aux côtés de Daniel Ricciardo. Alexander Albon, pénalisé pour la même raison que Verstappen, abîme sa monoplace dans le virage no 13 lors de la première phase et doit s'élancer de la voie des stands.
Lewis Hamilton remporte sa neuvième victoire de la saison, la quatre-vingt-deuxième de sa carrière et Valtteri Bottas assure à Mercedes Grand Prix son huitième doublé de l'année ; le pilote britannique et son écurie se rapprochent de leurs sixièmes titres mondiaux respectifs, bénéficiant pour cela de circonstances favorables. Au départ, Sebastian Vettel déborde Hamilton, bondit dans l'aspiration de son coéquipier parti en pole position et sort en tête du premier virage. Il n'obtempère pas par la suite quand son stand lui demande de laisser repasser Charles Leclerc et l'opération se passe donc dans les stands, via un undercut : le Monégasque est arrêté au vingt-et-unième tour et Vettel, resté en piste jusqu'à la vingt-sixième boucle, rentre au stand en laissant les commandes à Hamilton et ressort derrière Leclerc. Mais l'Allemand, dans son tour de sortie, abandonne en bord de piste à cause d'une panne  de son MGU-K, ce qui provoque une procédure de voiture de sécurité virtuelle qui ruine la stratégie de Ferrari car Hamilton bénéficie d'un « arrêt gratuit » pour chausser des pneumatiques tendres frais et reste en tête en reprenant la piste. Dans la foulée, un accident de  George Russell conduit à la sortie de la voiture de sécurité pour cinq tours ; Ferrari tente alors de donner une chance à Leclerc de rattraper le leader en l'arrêtant, au trentième tour, pour le chausser lui aussi en pneus tendres mais il repart derrière Bottas, qui le bouchonne, et n'est jamais en mesure de le dépasser, victime de la surchauffe de ses pneumatiques dès qu'il se rapproche. Hamilton s'échappe et s'adjuge le point supplémentaire du meilleur tour en course à deux tours de l'arrivée. 
Au prix de nombreux dépassements, Max Verstappen franchit la ligne d'arrivée en quatrième position à la veille de son vingt-deuxième anniversaire, en remontant du neuvième rang sur la grille et Alexander Albon, sur l'autre Red Bull, termine cinquième malgré un départ depuis la voie des stands. Les McLaren finissent toutes deux dans les points, Carlos Sainz Jr. devançant  Sergio Pérez alors que Lando Norris, huitième, bénéficie des cinq secondes de pénalité infligées (pour avoir court-circuité le premier virage) à Kevin Magnussen qui termine à la neuvième place. Nico Hülkenberg prend le dernier point en jeu.
Au classement du championnat, Hamilton, avec 322 points, possède une confortable avance sur Bottas (249 points), soit un écart équivalent à trois victoires, à cinq courses de la fin. Leclerc, troisième avec 215 points devance Verstappen (212 points) ; Vettel est toujours cinquième, avec 194 points. Pierre Gasly (69 points) et Carlos Sainz Jr. (66 points) restent sixième et septième devant Alexander Albon (52 points), Lando Norris (35 points) et Daniel Ricciardo (34 points). Chez les constructeurs, Mercedes (571 points) devance Ferrari (409 points) et Red Bull Racing (311 points). McLaren (101 points) conserve le quatrième rang devant Renault (68 points) ; suivent Toro Rosso (55 points), Racing Point (52 points), Alfa Romeo (35 points), Haas (28 points) et Williams (1 point).

## Pneus disponibles
| Pneus pour piste sèche | Pneus pour piste sèche | Pneus pour piste sèche | Pneus pluie    | Pneus pluie |
| ---------------------- | ---------------------- | ---------------------- | -------------- | ----------- |
| Durs (Type C2)         | Médiums (Type C3)      | Tendres (Type C4)      | Intermédiaires | Pluie       |

## Essais libres

### Première séance, le vendredi de 11 h à 12 h 30
| Pos. | Pilote           | Voiture        | Chrono         | Écart     |
| ---- | ---------------- | -------------- | -------------- | --------- |
| 1    | Charles Leclerc  | Ferrari        | 1 min 34 s 462 |           |
| 2    | Max Verstappen   | Red Bull-Honda | 1 min 34 s 544 | + 0 s 082 |
| 3    | Sebastian Vettel | Ferrari        | 1 min 35 s 005 | + 0 s 543 |
| 4    | Valtteri Bottas  | Mercedes       | 1 min 35 s 198 | + 0 s 736 |
| 5    | Lewis Hamilton   | Mercedes       | 1 min 35 s 441 | + 0 s 949 |
| 6    | Alexander Albon  | Red Bull-Honda | 1 min 35 s 484 | + 1 s 022 |

### Deuxième séance, le vendredi de 15 h à 16 h 30
| Pos. | Pilote           | Voiture          | Chrono         | Écart     |
| ---- | ---------------- | ---------------- | -------------- | --------- |
| 1    | Max Verstappen   | Red Bull-Honda   | 1 min 33 s 162 |           |
| 2    | Charles Leclerc  | Ferrari          | 1 min 33 s 497 | + 0 s 335 |
| 3    | Valtteri Bottas  | Mercedes         | 1 min 33 s 808 | + 0 s 646 |
| 4    | Lewis Hamilton   | Mercedes         | 1 min 33 s 960 | + 0 s 798 |
| 5    | Sebastian Vettel | Ferrari          | 1 min 34 s 201 | + 1 s 039 |
| 6    | Pierre Gasly     | Toro Rosso-Honda | 1 min 34 s 971 | + 1 s 809 |

### Troisième séance, le samedi de 12 h à 13 h
| Pos. | Pilote           | Voiture        | Chrono         | Écart     |
| ---- | ---------------- | -------------- | -------------- | --------- |
| 1    | Charles Leclerc  | Ferrari        | 1 min 32 s 733 |           |
| 2    | Sebastian Vettel | Ferrari        | 1 min 33 s 049 | + 0 s 316 |
| 3    | Lewis Hamilton   | Mercedes       | 1 min 33 s 129 | + 0 s 396 |
| 4    | Valtteri Bottas  | Mercedes       | 1 min 33 s 354 | + 0 s 621 |
| 5    | Max Verstappen   | Red Bull-Honda | 1 min 34 s 227 | + 1 s 494 |
| 6    | Romain Grosjean  | Haas-Ferrari   | 1 min 34 s 308 | + 1 s 575 |

## Séance de qualifications

### Résultats des qualifications
| Pos.                                                                                      | Pilote             | Écurie                    | Qualifications 1 | Qualifications 2 | Qualifications 3 |
| ----------------------------------------------------------------------------------------- | ------------------ | ------------------------- | ---------------- | ---------------- | ---------------- |
| 1                                                                                         | Charles Leclerc    | Ferrari                   | 1 min 33 s 613   | 1 min 32 s 434   | 1 min 31 s 628   |
| 2                                                                                         | Lewis Hamilton     | Mercedes                  | 1 min 33 s 230   | 1 min 33 s 134   | 1 min 32 s 030   |
| 3                                                                                         | Sebastian Vettel   | Ferrari                   | 1 min 33 s 032   | 1 min 32 s 536   | 1 min 32 s 053   |
| 4                                                                                         | Max Verstappen     | Red Bull-Honda            | 1 min 33 s 368   | 1 min 32 s 634   | 1 min 32 s 310   |
| 5                                                                                         | Valtteri Bottas    | Mercedes                  | 1 min 33 s 413   | 1 min 33 s 281   | 1 min 32 s 632   |
| 6                                                                                         | Carlos Sainz Jr.   | McLaren-Renault           | 1 min 34 s 184   | 1 min 33 s 807   | 1 min 33 s 222   |
| 7                                                                                         | Nico Hülkenberg    | Renault                   | 1 min 34 s 236   | 1 min 33 s 898   | 1 min 33 s 289   |
| 8                                                                                         | Lando Norris       | McLaren-Renault           | 1 min 34 s 201   | 1 min 33 s 725   | 1 min 33 s 301   |
| 9                                                                                         | Romain Grosjean    | Haas-Ferrari              | 1 min 34 s 283   | 1 min 33 s 643   | 1 min 33 s 517   |
| 10                                                                                        | Daniel Ricciardo   | Renault                   | 1 min 34 s 138   | 1 min 33 s 862   | 1 min 33 s 661   |
| 11                                                                                        | Pierre Gasly       | Toro Rosso-Honda          | 1 min 34 s 456   | 1 min 33 s 950   |                  |
| 12                                                                                        | Sergio Pérez       | Racing Point-BWT Mercedes | 1 min 34 s 336   | 1 min 33 s 958   |                  |
| 13                                                                                        | Antonio Giovinazzi | Alfa Romeo-Ferrari        | 1 min 34 s 755   | 1 min 34 s 037   |                  |
| 14                                                                                        | Kevin Magnussen    | Haas-Ferrari              | 1 min 33 s 889   | 1 min 34 s 082   |                  |
| 15                                                                                        | Lance Stroll       | Racing Point-BWT Mercedes | 1 min 34 s 287   | 1 min 34 s 233   |                  |
| 16                                                                                        | Kimi Räikkönen     | Alfa Romeo-Ferrari        | 1 min 34 s 840   |                  |                  |
| 17                                                                                        | George Russell     | Williams-Mercedes         | 1 min 35 s 356   |                  |                  |
| 18                                                                                        | Robert Kubica      | Williams-Mercedes         | 1 min 36 s 474   |                  |                  |
| 19                                                                                        | Alexander Albon    | Red Bull-Honda            | 1 min 39 s 197   |                  |                  |
| Temps minimal à réaliser pour la qualification : 1 min 39 s 544 (107 % de 1 min 33 s 032) |                    |                           |                  |                  |                  |
| Nq.                                                                                       | Daniil Kvyat       | Toro Rosso-Honda          | Forfait          |                  |                  |

### Grille de départ
- Max Verstappen, auteur du quatrième temps, est pénalisé d'un recul de cinq places après le changement de son moteur à combustion interne, Honda introduisant la Spec.4 de son groupe propulseur ; il s'élance de la neuvième place[6],[7],[8] ;
- Pierre Gasly, auteur du onzième temps, est pénalisé d'un recul de cinq places après le changement de son moteur à combustion interne, Honda introduisant la Spec.4 de son groupe propulseur ; il s'élance de la seizième place[6],[7],[8] ;
- Robert Kubica, auteur du dix-huitième temps, est pénalisé d'un recul de quinze places après le changement de plusieurs éléments de son groupe propulseur. Kubica va utiliser ses quatrièmes moteurs, turbocompresseurs et MGU-H ; il s'élance de la dix-neuvième place[9] ;
- Daniil Kvyat a connu un problème moteur lors des essais libres du samedi matin. Devant recevoir un nouveau bloc Honda ce qui demande un temps conséquent, l'équipe a décidé de ne pas le faire participer aux qualifications pour permettre aux mécaniciens de travailler avec plus de marge. Cette situation ne change rien pour Kvyat qui devait prendre le départ de la course depuis le fond de la grille en raison de pénalités liées aux différents changements d’éléments sur sa voiture. Repêché par les commissaires de course, il est autorisé à s'élancer de la dernière place sur la grille[10] ;
- Alexander Albon, auteur du dix-neuvième temps, est pénalisé d'un recul de cinq places après le changement de son moteur à combustion interne, Honda introduisant la Spec.4 de son groupe propulseur. Il devait s'élancer de la dix-huitième place mais, pour réparer sa monoplace après son accident lors de la première phase des qualifications (un fond plat de spécification différente a été monté sur la RB15), Red Bull Racing a enfreint les règles du parc fermé ; Albon est ainsi obligé de s'élancer depuis la voie des stands[6],[7],[8],[11].

## Course

### Classement de la course
| Pos. | no | Pilote             | Écurie                    | Tours | Temps/Abandon                      | Grille  | Points |
| ---- | -- | ------------------ | ------------------------- | ----- | ---------------------------------- | ------- | ------ |
| 1    | 44 | Lewis Hamilton     | Mercedes                  | 53    | 1 h 33 min 38 s 992 (198,449 km/h) | 2       | 25 + 1 |
| 2    | 77 | Valtteri Bottas    | Mercedes                  | 53    | + 3 s 829                          | 4       | 18     |
| 3    | 16 | Charles Leclerc    | Ferrari                   | 53    | + 5 s 212                          | 1       | 15     |
| 4    | 33 | Max Verstappen     | Red Bull-Honda            | 53    | + 14 s 210                         | 9       | 12     |
| 5    | 23 | Alexander Albon    | Red Bull-Honda            | 53    | + 38 s 348                         | Pitlane | 10     |
| 6    | 55 | Carlos Sainz Jr.   | McLaren-Renault           | 53    | + 45 s 889                         | 5       | 8      |
| 7    | 11 | Sergio Pérez       | Racing Point-BWT Mercedes | 53    | + 48 s 728                         | 11      | 6      |
| 8    | 4  | Lando Norris       | McLaren-Renault           | 53    | + 57 s 749                         | 7       | 4      |
| 9    | 20 | Kevin Magnussen    | Haas-Ferrari              | 53    | + 58 s 779 (dont 5 s de pénalité)  | 13      | 2      |
| 10   | 27 | Nico Hülkenberg    | Renault                   | 53    | + 59 s 841                         | 6       | 1      |
| 11   | 18 | Lance Stroll       | Racing Point-BWT Mercedes | 53    | + 1 min 00 s 821                   | 14      |        |
| 12   | 26 | Daniil Kvyat       | Toro Rosso-Honda          | 53    | + 1 min 02 s 496                   | 19      |        |
| 13   | 7  | Kimi Räikkönen     | Alfa Romeo-Ferrari        | 53    | + 1 min 08 s 910                   | 15      |        |
| 14   | 10 | Pierre Gasly       | Toro Rosso-Honda          | 53    | + 1 min 10 s 076                   | 16      |        |
| 15   | 99 | Antonio Giovinazzi | Alfa Romeo-Ferrari        | 53    | + 1 min 13 s 346                   | 12      |        |
| Abd. | 88 | Robert Kubica      | Williams-Mercedes         | 28    | Retrait volontaire                 | 18      |        |
| Abd. | 63 | George Russell     | Williams-Mercedes         | 27    | Accident après perte des freins    | 17      |        |
| Abd. | 5  | Sebastian Vettel   | Ferrari                   | 26    | Perte de puissance                 | 3       |        |
| Abd. | 3  | Daniel Ricciardo   | Renault                   | 24    | Dégâts après un accrochage         | 10      |        |
| Abd. | 8  | Romain Grosjean    | Haas-Ferrari              | 0     | Accrochage                         | 8       |        |

### Pole position et record du tour
- Pole position :  Charles Leclerc (Ferrari) en 1 min 31 s 628 (229,764 km/h)[13].
- Meilleur tour en course :  Lewis Hamilton (Mercedes) en 1 min 35 s 761 (219,847 km/h) au cinquante-et-unième tour ; vainqueur de la course, il remporte le point bonus associé au meilleur tour en course[14].

### Tours en tête
- Sebastian Vettel (Ferrari) : 25 tours (1-25)[15]
- Lewis Hamilton (Mercedes) : 28 tours (26-53)

## Classements généraux à l'issue de la course
| Pos. | Pilote             | Écurie                    | Points |
| ---- | ------------------ | ------------------------- | ------ |
| 1    | Lewis Hamilton     | Mercedes                  | 322    |
| 2    | Valtteri Bottas    | Mercedes                  | 249    |
| 3    | Charles Leclerc    | Ferrari                   | 215    |
| 4    | Max Verstappen     | Red Bull-Honda            | 212    |
| 5    | Sebastian Vettel   | Ferrari                   | 194    |
| 6    | Pierre Gasly       | Toro Rosso-Honda          | 69     |
| 7    | Carlos Sainz Jr.   | McLaren-Renault           | 66     |
| 8    | Alexander Albon    | Red Bull-Honda            | 52     |
| 9    | Lando Norris       | McLaren-Renault           | 35     |
| 10   | Daniel Ricciardo   | Renault                   | 34     |
| 11   | Nico Hülkenberg    | Renault                   | 34     |
| 12   | Daniil Kvyat       | Toro Rosso-Honda          | 33     |
| 13   | Sergio Pérez       | Racing Point-BWT Mercedes | 33     |
| 14   | Kimi Räikkönen     | Alfa Romeo Racing-Ferrari | 31     |
| 15   | Kevin Magnussen    | Haas-Ferrari              | 20     |
| 16   | Lance Stroll       | Racing Point-Mercedes     | 19     |
| 17   | Romain Grosjean    | Haas-Ferrari              | 8      |
| 18   | Antonio Giovinazzi | Alfa Romeo Racing-Ferrari | 4      |
| 19   | Robert Kubica      | Williams-Mercedes         | 1      |

| Pos. | Écurie                    | Points |
| ---- | ------------------------- | ------ |
| 1    | Mercedes                  | 571    |
| 2    | Ferrari                   | 409    |
| 3    | Red Bull-Honda            | 311    |
| 4    | McLaren-Renault           | 101    |
| 5    | Renault                   | 68     |
| 6    | Toro Rosso-Honda          | 55     |
| 7    | Racing Point-BWT Mercedes | 52     |
| 8    | Alfa Romeo-Ferrari        | 35     |
| 9    | Haas-Ferrari              | 28     |
| 10   | Williams-Mercedes         | 1      |

## Statistiques
Le Grand Prix de Russie 2019 représente :
- la 6e pole position de Charles Leclerc, la quatrième consécutive, toutes obtenues cette année avec Ferrari[18] ;
- la 82e victoire de Lewis Hamilton, sa neuvième de la saison, sa quatrième au Grand Prix de Russie[19] ;
- la 98e victoire de Mercedes Grand Prix en tant que constructeur[20] ;
- la 184e victoire de Mercedes en tant que motoriste[21] ;
- le 52e doublé de Mercedes Grand Prix, son huitième de la saison[22].

Au cours de ce Grand Prix :
- En prenant son 308e départ en Grand Prix, Kimi Räikkönen dépasse Michael Schumacher et s'installe au troisième rang des pilotes les plus capés, derrière Fernando Alonso (312 départs) et Rubens Barrichello (323 départs)[23] ; il devrait les dépasser en 2020. En Formule 1 depuis 2001, et après s'en être éloigné en 2010 et 2011, il explique : « Je n'avais pas de plan quand je suis arrivé en Formule 1, je n'avais pas de plan quand je suis revenu en Formule 1 et je n'en ai toujours pas aujourd'hui. »[24] ;
- Lewis Hamilton prend la tête d'une course pour la 143e fois et bat le record de Michael Schumacher[25] ;
- Valtteri Bottas passe la barre des 1 200 points inscrits en Formule 1 (1 212 points inscrits)[26] ;
- Pour la première fois depuis 2014, McLaren dépasse les 100 points dans la saison[27] ;
- Sebastian Vettel est élu « Pilote du jour » à l'issue d'un vote organisé sur le site officiel de la Formule[28] ;
- Emanuele Pirro (37 départs en Grands Prix de Formule 1, 3 points inscrits entre 1989 et 1991 et quintuple vainqueur des 24 Heures du Mans en 2000, 2001, 2002, 2006 et 2007) est nommé conseiller auprès des commissaires de course par la FIA pour les aider dans leurs jugements[29].